# Anatolij Djatlov
Anatolij Stepanovič Djatlov (rusko Анатолий Степанович Дятлов, ukrajinsko Анатолій Степанович Дятлов) sovjetsko-ukrajinski inženir; * 3. marec 1931 Okrožje Suhobuzimski, Krasnojarska pokrajina, Ruska SFSR, Sovjetska zveza † 13. december 1995 Kijev, Ukraijna.  
Djatlov je bil namestnik glavnega inženirja jedrske elektrarne v Černobilu. Nadzoroval je varnostni preizkus, ki je leta 1986 povzročil katastrofo v Černobilu. Zaradi neupoštevanja varnostnih navodil je bil obsojen na zaporno kazen. Leta 1990 je bil izpuščen zaradi dobrega vedenja.

## Biografija

### Zgodnje življenje
Anatolij Djatlov se je rodil 3. marca 1931 v Krasnojarski pokrajini v Ruski SFSR. Njegovi starši so bili revni in so živeli v bližini reke Jenisej in kazenskih naselij Krasnojarska. V svojem domačem kraju je opravil le sedem razredov osnovne šole, po vojni, ko je bil star 14 let, je odšel od doma. Najprej je študiral na poklicni šoli na elektrotehničnem oddelku Rudarsko-metalurške tehnične šole v Norilsku in tri leta delal kot električar, preden je bil sprejet na Moskovski inženirski in fizični inštitut, kjer je leta 1959 opravil diplomo. 
Po opravljeni diplomi in končanem izobraževanju se je Djatlov zaposlil v ladjedelnici v Komsomolsku na Amurju, v laboratoriju 23, kjer so bili reaktorji nameščeni v podmornice. Med jedrsko nesrečo je prejel odmerek 200 rem (2,0 Sv), ki običajno povzroči blago sevalno bolezen, bruhanje, drisko, utrujenost in zmanjšanje odpornosti proti okužbam.

### Černobil
Januarja 1973 se je Djatlov zaradi družinskih okoliščin preselil v mesto Pripjat, mesto v Ukrajinski SSR, kjer se je kot inženir zaposlil v novo zgrajeni jedrski elektrarni v Černobilu. Njegove štirinajstletne izkušnje z delom na mornariških reaktorjih na sovjetskem Daljnem vzhodu so ga uvrstile med tri najstarejše vodje Černobilske elektrarne. Bil je odgovoren za delovanje reaktorjev 3 in 4. V prvih letih delanja v Černobilski elektrani je Djatlov delal kot namestnik reaktorske hlape, leta 1981 pa je bil imenovan za namestnika glavnega inženirja elektrarne in prejel dve državni odlikovanji.  
25. aprila 1986 se je Djatlov sestal z glavnim inženirjem elektrarne Nikolajem Fominom in direktorjem elektrarne Viktorjem Brjuhanom, kjer so govorili o izvajanju varnostnega testa, ki so ga neuspešno poskušali izvesti že tri leta prej. Djatlov je izjavil, da je izvajanje testa varno, in se odločil, da se bo zvečer vrnil v elektrarno in nadzoroval izvajanje testa, da bi ga tako dokončno izvedli. 26. aprila ponoči se je vrnil v elektrarno in ob zmanjšanju moči v reaktorju 4 vse inženirje obvestil o izvajanju preizkusa. Čeprav jih je večina temu nasprotovala, ker so vedeli, da to ni varno, jih je Djatlov preglasil in jim naročil izvajanje testa. Med izvajanjem testa je bil skoraj ves čas prisoten v kontrolni sobi, tudi ob 1.23, ko je reaktor 4 eksplodiral. Djatlov je verjel, da je v reaktorju izbruhnil požar, vendar pa ni verjel, da je eksplozija raznesla sredico, zato je ukazal, da se vanj začne dovajati voda za ohladitev in v šoku poslal dva delavca, da vzpostavita kontrolne palice. Po poročanju, da se je ogenj razširil na streho reaktorja 3, je Djatlov odhitel v nadzorno sobo tega reaktorja in dežurnemu operaterju naročil, da naj nemudoma zaustavi reaktor 3. Po vrnitvi v reaktor 4 je o eksploziji po telefonski zvezi obvestil direktorja Brjuhana in glavnega inženirja Fomina. Kmalu zatem je Djatlov ugotovil, da inženirja Valerija Hodemčuka ne najdejo, zato se je z preostalimi inženirji ga odpravil iskati. Med njegovim iskanjem je Djatlov ugotovil, da se je celotna streha reaktorja 4 porušila, pri tem pa je bil izpostavljen veliki dozi sevanja 390 rem (3,9 Sv).
Ob 2:45 je Djatlov zapustil elektrarno in odšel v podzemni bunker na sedežu civilne obrambe, kjer se je sestal skupaj z direktorjem Brjuhanom in glavnim inženirjem Fominom. Potrdil je, da je v reaktorju prišlo do eksplozije in da inženirji že črpajo vodo v reaktor za ohladitev. Nato so se vsi trije sestali še z inženirjem Anatolijem Sitnikov, ki je sporočil stanje reaktorja 4. Djatlov se je odločil, da bo odšel na streho elektrarne k porušenemu reaktorju in pogledal, ali je sredico reaktorja res razneslo. Ravno takrat je začel bruhati in kazati znake slabosti zaradi izpostavljanja sevanju. Takoj je bil hospitaliziran in odpeljan v posebno bolnišnico v Moskvi, kjer se je zdravil skupaj z drugimi inženirji iz elektrarne. Čeprav je bil Djatlov izpostavljen veliki dozi sevanja, ki v 30 dneh povzroči smrt pri 50 % prizadetih, je bil eden od redkih inženirjev, ki so edini preživeli hospitalizacijo. Po okrevanju je bil iz bolnišnice izpuščen šele 4. novembra 1986, zaradi sevanja pa se je mogel, potem, ko so mu rane na nogah izginile, znova naučiti hoditi. Zaradi sevanja se mu je barva las iz sive spremenila v svetlo sivo. 

### Poznejše življenje
Še preden je bil Djatlov izpuščen iz bolnišnice, so se sovjetski partijski funkcionarji dogovorili, da ga bojo trajno odstranili z mesta namestnika glavnega inženirja elektrarne. V začetku decembra 1986 so Djatla aretirali.  
20. januarja 1987 so Djatlovu začeli soditi, skupaj z direktorjem Brjuhanovom in glavnim inženirjem Fominom. Julija 1987 je bil Anatolij Djatlov spoznan za krivega zaradi neupoštevanja in hude kršitve varnostnih predpisov in ustvarjanja pogojev, ki so privedli do eksplozije. Poročila so ga kritizirala, da je ravnal neodgovorno in da je prekršil varnostna pravila pri izvajanju testa. Obsojen je bil na 10 let težke zaporne kazni. Ob obsodbi je trdil, da je analiziral vsak korak, ki je bil narejen ob izvajanju varnostnega testa in priznal le delno krivdo. Konec oktobra 1990 je bil Djatlov zaradi dobrega vedenja, prošnje svoje žene in na podlagi slabega zdravja izpuščen iz zapora. Po izpustitvi iz zapora se je zaradi zdravstvenih težav upokojil.
Po izpustitvi iz zapora je Djatlov napisal članek, objavljen v Nuclear Engineering International leta 1991 in knjigo, v kateri je trdil, da je bila za nesrečo odgovorna predvsem slaba zasnova reaktorjev in ne osebje obrata. V kasnejših poročilih je bilo ugotovljeno, da je Djatlov nekaterim delavcem elektrarne grozil z odpovedjo delovnih mest, če tiste noči v Černobilu ne bodo nadaljevali s testom. Kljub temu poročilo IAEA njihove mednarodne svetovalne skupine za jedrsko varnost iz leta 1992 podpira Djatlovo oceno o konstrukcijskih napakah reaktorja RBMK, hkrati pa kritizira pomanjkanje varnostne kulture v sovjetski jedrski industriji. Aprila 1994, na 8. obletnico nesreče v Černobilu, je Djatlov na svojem domu posnel samostojni intervju v katerem je povedal vse svoje spomine na Černobilsko nesrečo. Intervju je posnel neznan operater in ga leta 2016 objavil na You Tubu.

### Smrt
Sevanje je Djatla močno prizadelo zato je po izpustitvi iz zapora živel z zdravstvenimi težavami. Zaradi slabega zdravja je odšel v Nemčijo na zdravljenje, vendar je kljub temu precej trpel. Zaradi srčnega popuščanja, ki je bilo posledica sevanja, je Djatlov umrl 13. decembra 1995 v Kijevu v Ukrajini, v starosti 64 let. Pokopan je bil na mednarodnem pokopališču v Kijevu.

## V popularni kulturi
Djatla je upodobil Igor Slavinskiy v seriji Zero Hour: Disaster At Chernobyl iz leta 2004, Roger Alborough leta 2006 v produkciji BBC Surviving Disaster: Chernobyl Nuclear Disaster in Paul Ritter v HBO Miniseriji Černobil iz leta 2019.